# Copa América 1989
Copa América 1989 spelades i Brasilien 1–16 juli 1989. Alla tio CONMEBOL-medlemmar deltog.
Brasilien vann turneringen för första gången sedan 1949, i finalen slog vann man mot Uruguay med 1 – 0 på Maracanã.
Skyttekung var Brasiliens Bebeto. Han gjorde sex mål, bland annat tre i det avslutande gruppspelet.

## Spelorter och arenor
| Ort            | Anläggning            | Karta                                           | Publikkapacitet |
| -------------- | --------------------- | ----------------------------------------------- | --------------- |
| Goiânia        | Estádio Serra Dourada | 16°41′59″S 49°14′03″V / 16.69969°S 49.234264°V  | 22 000          |
| Recife         | Estádio do Arruda     | 8°01′36″S 34°53′28″V / 8.026552°S 34.891205°V   | 60 000          |
| Rio de Janeiro | Maracanã              | 22°54′44″S 43°13′48″V / 22.91227°S 43.230128°V  | 145 000         |
| Salvador       | Estádio Fonte Nova    | 12°58′44″S 38°30′15″V / 12.978788°S 38.504194°V | 30 000          |

## Första omgången
Turneringen spelades i två grupper med fem lag var. Alla lag i samma grupp möttes en gång. De två bästa lagen i varje grupp gick vidare till finalomgång.
Seger gav två poäng, oavgjort en och förlust noll.
- Samma poäng
  - Om båda lagen hamnade på samma pong användes följande metoder för att skilja dem åt:

  1. Bäst målskillnad i alla gruppspelsmatcher;
  2. Flest antal gjorda mål i alla gruppspelsmatcher;
  3. Inbördes möte;
  4. Lottdragning.

### Grupp A
| Nr | Lag       | S | V | O | F | GM | IM | MS | P |
| -- | --------- | - | - | - | - | -- | -- | -- | - |
| 1  | Paraguay  | 4 | 3 | 0 | 1 | 9  | 4  | +5 | 6 |
| 2  | Brasilien | 4 | 2 | 2 | 0 | 5  | 1  | +4 | 6 |
| 3  | Colombia  | 4 | 1 | 2 | 1 | 5  | 4  | +1 | 4 |
| 4  | Peru      | 4 | 0 | 3 | 1 | 4  | 7  | −3 | 3 |
| 5  | Venezuela | 4 | 0 | 1 | 3 | 4  | 11 | −7 | 1 |

|  | 1 juli | Paraguay                                                   | 5 – 2   | Peru                   | Estádio Fonte Nova, Salvador                          |                                                       |
|  |        | Cañete 38′, 84′ Neffa 41′ Mendoza 51′ Del Solar 75′ (sjm.) | (2 – 1) | Hirano 30′ Reynoso 80′ | Publik: 5 000 Domare: Juan Carlos Loustau (Argentina) | Publik: 5 000 Domare: Juan Carlos Loustau (Argentina) |
|  |        |                                                            |         |                        | Publik: 5 000 Domare: Juan Carlos Loustau (Argentina) | Publik: 5 000 Domare: Juan Carlos Loustau (Argentina) |
|  |        |                                                            |         |                        | Publik: 5 000 Domare: Juan Carlos Loustau (Argentina) | Publik: 5 000 Domare: Juan Carlos Loustau (Argentina) |

|  | 1 juli | Brasilien                                 | 3 – 1   | Venezuela     | Estádio Fonte Nova, Salvador                            |                                                         |
|  |        | Bebeto 2′ Geovani 36′ (str.) Baltazar 57′ | (2 – 0) | Maldonado 63′ | Publik: 35 000 Domare: Juan Daniel Cardellino (Uruguay) | Publik: 35 000 Domare: Juan Daniel Cardellino (Uruguay) |
|  |        |                                           |         |               | Publik: 35 000 Domare: Juan Daniel Cardellino (Uruguay) | Publik: 35 000 Domare: Juan Daniel Cardellino (Uruguay) |
|  |        |                                           |         |               | Publik: 35 000 Domare: Juan Daniel Cardellino (Uruguay) | Publik: 35 000 Domare: Juan Daniel Cardellino (Uruguay) |

|  | 3 juli | Colombia                                         | 4 – 2   | Venezuela          | Estádio Fonte Nova, Salvador                      |                                                   |
|  |        | Higuita 36′ (str.) Iguarán 46′, 75′ de Ávila 71′ | (1 – 0) | Maldonado 73′, 88′ | Publik: 4 000 Domare: Rodolfo Martínez (Honduras) | Publik: 4 000 Domare: Rodolfo Martínez (Honduras) |
|  |        |                                                  |         |                    | Publik: 4 000 Domare: Rodolfo Martínez (Honduras) | Publik: 4 000 Domare: Rodolfo Martínez (Honduras) |
|  |        |                                                  |         |                    | Publik: 4 000 Domare: Rodolfo Martínez (Honduras) | Publik: 4 000 Domare: Rodolfo Martínez (Honduras) |

|  | 3 juli | Brasilien | 0 – 0 | Peru | Estádio Fonte Nova, Salvador               |  |
|  |        |           |       |      | Publik: 8 200 Domare: Hernán Silva (Chile) |  |
|  |        |           |       |      |                                            |  |
|  |        |           |       |      |                                            |  |

|  | 5 juli | Peru        | 1 – 1   | Venezuela     | Estádio Fonte Nova, Salvador              |                                           |
|  |        | Navarro 30′ | (1 – 1) | Maldonado 29′ | Publik: 1 500 Domare: Vincent Mauro (USA) | Publik: 1 500 Domare: Vincent Mauro (USA) |
|  |        |             |         |               | Publik: 1 500 Domare: Vincent Mauro (USA) | Publik: 1 500 Domare: Vincent Mauro (USA) |
|  |        |             |         |               | Publik: 1 500 Domare: Vincent Mauro (USA) | Publik: 1 500 Domare: Vincent Mauro (USA) |

|  | 5 juli | Paraguay    | 1 – 0   | Colombia | Estádio Fonte Nova, Salvador                 |                                              |
|  |        | Mendoza 51′ | (0 – 0) |          | Publik: 1 500 Domare: Oscar Ortubé (Bolivia) | Publik: 1 500 Domare: Oscar Ortubé (Bolivia) |
|  |        |             |         |          | Publik: 1 500 Domare: Oscar Ortubé (Bolivia) | Publik: 1 500 Domare: Oscar Ortubé (Bolivia) |
|  |        |             |         |          | Publik: 1 500 Domare: Oscar Ortubé (Bolivia) | Publik: 1 500 Domare: Oscar Ortubé (Bolivia) |

|  | 7 juli | Paraguay                    | 3 – 0   | Venezuela | Estádio Fonte Nova, Salvador                      |                                                   |
|  |        | Neffa 41′ Ferreira 50′, 73′ | (1 – 0) |           | Publik: 3 000 Domare: Rodolfo Martínez (Honduras) | Publik: 3 000 Domare: Rodolfo Martínez (Honduras) |
|  |        |                             |         |           | Publik: 3 000 Domare: Rodolfo Martínez (Honduras) | Publik: 3 000 Domare: Rodolfo Martínez (Honduras) |
|  |        |                             |         |           | Publik: 3 000 Domare: Rodolfo Martínez (Honduras) | Publik: 3 000 Domare: Rodolfo Martínez (Honduras) |

|  | 7 juli | Brasilien | 0 – 0 | Colombia | Estádio Fonte Nova, Salvador                 |  |
|  |        |           |       |          | Publik: 9 100 Domare: Elias Jácome (Ecuador) |  |
|  |        |           |       |          |                                              |  |
|  |        |           |       |          |                                              |  |

|  | 9 juli | Colombia    | 1 – 1   | Peru       | Estádio do Arruda, Recife                              |                                                        |
|  |        | Iguarán 32′ | (1 – 1) | Hirano 43′ | Publik: 60 000 Domare: Juan Carlos Loustau (Argentina) | Publik: 60 000 Domare: Juan Carlos Loustau (Argentina) |
|  |        |             |         |            | Publik: 60 000 Domare: Juan Carlos Loustau (Argentina) | Publik: 60 000 Domare: Juan Carlos Loustau (Argentina) |
|  |        |             |         |            | Publik: 60 000 Domare: Juan Carlos Loustau (Argentina) | Publik: 60 000 Domare: Juan Carlos Loustau (Argentina) |

|  | 9 juli | Brasilien       | 2 – 0   | Paraguay | Estádio do Arruda, Recife                  |                                            |
|  |        | Bebeto 47′, 82′ | (0 – 0) |          | Publik: 76 800 Domare: Vincent Mauro (USA) | Publik: 76 800 Domare: Vincent Mauro (USA) |
|  |        |                 |         |          | Publik: 76 800 Domare: Vincent Mauro (USA) | Publik: 76 800 Domare: Vincent Mauro (USA) |
|  |        |                 |         |          | Publik: 76 800 Domare: Vincent Mauro (USA) | Publik: 76 800 Domare: Vincent Mauro (USA) |

### Grupp B
| Nr | Lag       | S | V | O | F | GM | IM | MS | P |
| -- | --------- | - | - | - | - | -- | -- | -- | - |
| 1  | Argentina | 4 | 2 | 2 | 0 | 2  | 0  | +2 | 6 |
| 2  | Uruguay   | 4 | 2 | 0 | 2 | 6  | 2  | +4 | 4 |
| 3  | Chile     | 4 | 2 | 0 | 2 | 7  | 5  | +2 | 4 |
| 4  | Ecuador   | 4 | 1 | 2 | 1 | 2  | 2  | 0  | 4 |
| 5  | Bolivia   | 4 | 0 | 2 | 2 | 0  | 8  | −8 | 2 |

|  | 2 juli | Ecuador     | 1 – 0   | Uruguay | Estádio Serra Dourada, Goiânia                  |                                                 |
|  |        | Benítez 88′ | (0 – 0) |         | Publik: 25 000 Domare: Carlos Maciel (Paraguay) | Publik: 25 000 Domare: Carlos Maciel (Paraguay) |
|  |        |             |         |         | Publik: 25 000 Domare: Carlos Maciel (Paraguay) | Publik: 25 000 Domare: Carlos Maciel (Paraguay) |
|  |        |             |         |         | Publik: 25 000 Domare: Carlos Maciel (Paraguay) | Publik: 25 000 Domare: Carlos Maciel (Paraguay) |

|  | 2 juli | Argentina    | 1 – 0   | Chile | Estádio Serra Dourada, Goiânia                          |                                                         |
|  |        | Caniggia 55′ | (0 – 0) |       | Publik: 25 000 Domare: Arnaldo César Coelho (Brasilien) | Publik: 25 000 Domare: Arnaldo César Coelho (Brasilien) |
|  |        |              |         |       | Publik: 25 000 Domare: Arnaldo César Coelho (Brasilien) | Publik: 25 000 Domare: Arnaldo César Coelho (Brasilien) |
|  |        |              |         |       | Publik: 25 000 Domare: Arnaldo César Coelho (Brasilien) | Publik: 25 000 Domare: Arnaldo César Coelho (Brasilien) |

|  | 4 juli | Uruguay                    | 3 – 0   | Bolivia | Estádio Serra Dourada, Goiânia                          |                                                         |
|  |        | Ostolaza 30′, 60′ Sosa 33′ | (2 – 0) |         | Publik: 12 000 Domare: Arnaldo César Coelho (Brasilien) | Publik: 12 000 Domare: Arnaldo César Coelho (Brasilien) |
|  |        |                            |         |         | Publik: 12 000 Domare: Arnaldo César Coelho (Brasilien) | Publik: 12 000 Domare: Arnaldo César Coelho (Brasilien) |
|  |        |                            |         |         | Publik: 12 000 Domare: Arnaldo César Coelho (Brasilien) | Publik: 12 000 Domare: Arnaldo César Coelho (Brasilien) |

|  | 4 juli | Argentina | 0 – 0 | Ecuador | Estádio Serra Dourada, Goiânia             |  |
|  |        |           |       |         | Publik: 12 000 Domare: José Ramírez (Peru) |  |
|  |        |           |       |         |                                            |  |
|  |        |           |       |         |                                            |  |

|  | 6 juli | Ecuador | 0 – 0 | Bolivia | Estádio Serra Dourada, Goiânia              |  |
|  |        |         |       |         | Publik: 3 000 Domare: Jesús Díaz (Colombia) |  |
|  |        |         |       |         |                                             |  |
|  |        |         |       |         |                                             |  |

|  | 6 juli | Uruguay                                | 3 – 0   | Chile | Estádio Serra Dourada, Goiânia            |                                           |
|  |        | Sosa 44′ Alzamendi 73′ Francescoli 78′ | (1 – 0) |       | Publik: 3 000 Domare: José Ramírez (Peru) | Publik: 3 000 Domare: José Ramírez (Peru) |
|  |        |                                        |         |       | Publik: 3 000 Domare: José Ramírez (Peru) | Publik: 3 000 Domare: José Ramírez (Peru) |
|  |        |                                        |         |       | Publik: 3 000 Domare: José Ramírez (Peru) | Publik: 3 000 Domare: José Ramírez (Peru) |

|  | 8 juli | Chile                                                         | 5 – 0   | Bolivia | Estádio Serra Dourada, Goiânia                          |                                                         |
|  |        | Olmos 9′ Ramírez 10′ Astengo 55′ Pizarro 68′ (str.) Reyes 85′ | (2 – 0) |         | Publik: 18 000 Domare: Arnaldo César Coelho (Brasilien) | Publik: 18 000 Domare: Arnaldo César Coelho (Brasilien) |
|  |        |                                                               |         |         | Publik: 18 000 Domare: Arnaldo César Coelho (Brasilien) | Publik: 18 000 Domare: Arnaldo César Coelho (Brasilien) |
|  |        |                                                               |         |         | Publik: 18 000 Domare: Arnaldo César Coelho (Brasilien) | Publik: 18 000 Domare: Arnaldo César Coelho (Brasilien) |

|  | 8 juli | Argentina    | 1 – 0   | Uruguay | Estádio Serra Dourada, Goiânia               |                                              |
|  |        | Caniggia 69′ | (0 – 0) |         | Publik: 18 000 Domare: Jesús Díaz (Colombia) | Publik: 18 000 Domare: Jesús Díaz (Colombia) |
|  |        |              |         |         | Publik: 18 000 Domare: Jesús Díaz (Colombia) | Publik: 18 000 Domare: Jesús Díaz (Colombia) |
|  |        |              |         |         | Publik: 18 000 Domare: Jesús Díaz (Colombia) | Publik: 18 000 Domare: Jesús Díaz (Colombia) |

|  | 10 juli | Chile                  | 2 – 1   | Ecuador    | Estádio Serra Dourada, Goiânia                 |                                                |
|  |         | Olmos 44′ Letelier 88′ | (1 – 0) | Avilés 89′ | Publik: 5 000 Domare: Carlos Maciel (Paraguay) | Publik: 5 000 Domare: Carlos Maciel (Paraguay) |
|  |         |                        |         |            | Publik: 5 000 Domare: Carlos Maciel (Paraguay) | Publik: 5 000 Domare: Carlos Maciel (Paraguay) |
|  |         |                        |         |            | Publik: 5 000 Domare: Carlos Maciel (Paraguay) | Publik: 5 000 Domare: Carlos Maciel (Paraguay) |

|  | 10 juli | Argentina | 0 – 0 | Bolivia | Estádio Serra Dourada, Goiânia                     |  |
|  |         |           |       |         | Publik: 5 000 Domare: Nelson Rodríguez (Venezuela) |  |
|  |         |           |       |         |                                                    |  |
|  |         |           |       |         |                                                    |  |

## Finalomgång
| Nr | Lag       | S | V | O | F | GM | IM | MS | P |
| -- | --------- | - | - | - | - | -- | -- | -- | - |
| 1  | Brasilien | 3 | 3 | 0 | 0 | 6  | 0  | +6 | 6 |
| 2  | Uruguay   | 3 | 2 | 0 | 1 | 5  | 1  | +4 | 4 |
| 3  | Argentina | 3 | 0 | 1 | 2 | 0  | 4  | −4 | 1 |
| 4  | Paraguay  | 3 | 0 | 1 | 2 | 0  | 6  | −6 | 1 |

|  | 12 juli | Uruguay                               | 3 – 0   | Paraguay | Maracanã, Rio de Janeiro                                |                                                         |
|  |         | Francescoli 28′ Alzamendi 82′ Paz 89′ | (1 – 0) |          | Publik: 100 135 Domare: Juan Carlos Loustau (Argentina) | Publik: 100 135 Domare: Juan Carlos Loustau (Argentina) |
|  |         |                                       |         |          | Publik: 100 135 Domare: Juan Carlos Loustau (Argentina) | Publik: 100 135 Domare: Juan Carlos Loustau (Argentina) |
|  |         |                                       |         |          | Publik: 100 135 Domare: Juan Carlos Loustau (Argentina) | Publik: 100 135 Domare: Juan Carlos Loustau (Argentina) |

|  | 12 juli | Brasilien              | 2 – 0   | Argentina | Maracanã, Rio de Janeiro                                 |                                                          |
|  |         | Bebeto 48′ Romário 55′ | (0 – 0) |           | Publik: 100 135 Domare: Juan Daniel Cardellino (Uruguay) | Publik: 100 135 Domare: Juan Daniel Cardellino (Uruguay) |
|  |         |                        |         |           | Publik: 100 135 Domare: Juan Daniel Cardellino (Uruguay) | Publik: 100 135 Domare: Juan Daniel Cardellino (Uruguay) |
|  |         |                        |         |           | Publik: 100 135 Domare: Juan Daniel Cardellino (Uruguay) | Publik: 100 135 Domare: Juan Daniel Cardellino (Uruguay) |

|  | 14 juli | Uruguay       | 2 – 0   | Argentina | Maracanã, Rio de Janeiro                                |                                                         |
|  |         | Sosa 38′, 81′ | (1 – 0) |           | Publik: 53 909 Domare: Arnaldo César Coelho (Brasilien) | Publik: 53 909 Domare: Arnaldo César Coelho (Brasilien) |
|  |         |               |         |           | Publik: 53 909 Domare: Arnaldo César Coelho (Brasilien) | Publik: 53 909 Domare: Arnaldo César Coelho (Brasilien) |
|  |         |               |         |           | Publik: 53 909 Domare: Arnaldo César Coelho (Brasilien) | Publik: 53 909 Domare: Arnaldo César Coelho (Brasilien) |

|  | 14 juli | Brasilien                   | 3 – 0   | Paraguay | Maracanã, Rio de Janeiro                      |                                               |
|  |         | Bebeto 16′, 52′ Romário 58′ | (1 – 0) |          | Publik: 53 909 Domare: Elias Jácome (Ecuador) | Publik: 53 909 Domare: Elias Jácome (Ecuador) |
|  |         |                             |         |          | Publik: 53 909 Domare: Elias Jácome (Ecuador) | Publik: 53 909 Domare: Elias Jácome (Ecuador) |
|  |         |                             |         |          | Publik: 53 909 Domare: Elias Jácome (Ecuador) | Publik: 53 909 Domare: Elias Jácome (Ecuador) |

|  | 16 juli | Argentina | 0 – 0 | Paraguay | Maracanã, Rio de Janeiro                      |  |
|  |         |           |       |          | Publik: 148 068 Domare: Jesús Díaz (Colombia) |  |
|  |         |           |       |          |                                               |  |
|  |         |           |       |          |                                               |  |

|  | 16 juli | Brasilien   | 1 – 0   | Uruguay | Maracanã, Rio de Janeiro                     |                                              |
|  |         | Romário 49′ | (0 – 0) |         | Publik: 148 068 Domare: Hernán Silva (Chile) | Publik: 148 068 Domare: Hernán Silva (Chile) |
|  |         |             |         |         | Publik: 148 068 Domare: Hernán Silva (Chile) | Publik: 148 068 Domare: Hernán Silva (Chile) |
|  |         |             |         |         | Publik: 148 068 Domare: Hernán Silva (Chile) | Publik: 148 068 Domare: Hernán Silva (Chile) |

## Statistik

### Målskyttar
6 mål
- Bebeto

4 mål
| - Rubén Sosa | - Carlos Maldonado |  |

3 mål
| - Romário | - Arnoldo Iguarán |  |

2 mål
| - Claudio Caniggia - Juvenal Olmos - Buenaventura Ferreira | - Adolfino Cañete - Alfredo Mendoza - Gustavo Neffa | - Jorge Hirano - Antonio Alzamendi | - Enzo Francescoli - Santiago Ostolaza |

1 mål
| - Baltazar - Geovani - Fernando Astengo - Juan Carlos Letelier | - Jaime Pizarro - Jaime Ramírez - Oscar Reyes - Antony de Ávila | - René Higuita - Ney Avilés - Hermen Benítez | - Franco Navarro - Juan Reynoso - Rubén Paz |

Självmål
- José del Solar

### Sluttabell
| Nr | Copa América 1989 | S | V | O | F | GM | IM | MS  | P  |
| -- | ----------------- | - | - | - | - | -- | -- | --- | -- |
| 1  | Brasilien         | 7 | 5 | 2 | 0 | 11 | 1  | +10 | 12 |
| 2  | Uruguay           | 7 | 4 | 0 | 3 | 11 | 3  | +8  | 8  |
| 3  | Argentina         | 7 | 2 | 3 | 2 | 2  | 4  | −2  | 7  |
| 4  | Paraguay          | 7 | 3 | 1 | 3 | 9  | 10 | −1  | 7  |
| 5  | Chile             | 4 | 2 | 0 | 2 | 7  | 5  | +2  | 4  |
| 6  | Colombia          | 4 | 1 | 2 | 1 | 5  | 4  | +1  | 4  |
| 7  | Ecuador           | 4 | 1 | 2 | 1 | 2  | 2  | 0   | 4  |
| 8  | Peru              | 4 | 0 | 3 | 1 | 4  | 7  | −3  | 3  |
| 9  | Bolivia           | 4 | 0 | 2 | 2 | 0  | 8  | −8  | 2  |
| 10 | Venezuela         | 4 | 0 | 1 | 3 | 4  | 11 | −7  | 1  |